# André-Gilles Fortin
Pour l’article homonyme, voir Fortin.
André-Gilles Fortin (né le 13 novembre 1943 à Granby - mort le 24 juin 1977) était le chef du Parti Crédit social du Canada.

## Biographie
André-Gilles Fortin est élu député de la circonscription fédérale de Lotbinière en 1968, 1972 et 1974.
Il est élu chef du Crédit social du Canada le 7 novembre 1976, succédant à Réal Caouette, démissionnaire pour cause de maladie et qui meurt quelques semaines plus tard. Lors d'une élection partielle le 24 mai 1977, le parti réussit à conserver Témiscamingue, l'ancien siège de Caouette. André-Gilles Fortin meurt tragiquement peu après dans un accident de la route à l'âge de 33 ans. Il se serait endormi au volant au niveau de la rivière du Sault, qui croise l'autoroute 20 à la hauteur de Saint-Cyrille-de-Wendover. 

## Archives
Un fonds André-Gilles Fortin est conservé à Bibliothèque et Archives Canada. Le numéro de référence archivistique est R7213. 